# Morning Glory (bài hát)
"Morning Glory" là ca khúc của ban nhạc rock người Anh, Oasis, nằm trong album (What's the Story) Morning Glory? phát hành vào tháng 9 năm 1995. Đĩa đơn của ca khúc chỉ được bày bán tại thị trường Úc, còn tại Mỹ, ca khúc được phát hành qua ấn bản phát thanh. Ban đầu, ca khúc được có Noel Gallagher đặt tên là "Blue".

## Thành phần tham gia sản xuất
- Liam Gallagher – hát.
- Noel Gallagher – guitar lead và hát nền.
- Paul Arthurs – guitar nền.
- Paul McGuigan – bass.
- Alan White – trống.

## Danh sách ca khúc
- CD 662488 2

1. "Morning Glory" — 5:01
2. "It's Better People" — 3:59
3. "Rockin' Chair" — 4:35
4. "Live Forever" (Live at Glastonbury '95) — 4:39

- "Live Forever" được thu âm tại Liên hoan Glastonbury ngày 23 tháng 6 năm 1995.
- Mặt B của đĩa đơn tương tự với đĩa đơn "Roll with It" phát hành tại Anh và một số quốc gia châu Âu.

## Xếp hạng
| Bảng xếp hạng (1995)            | Vị trí cao nhất |
| ------------------------------- | --------------- |
| Australia ARIA Singles Chart    | 25              |
| Canadian RPM Alternative 30     | 4               |
| US Billboard Modern Rock Tracks | 24              |